# 銭洗弁財天宇賀福神社
銭洗弁財天宇賀福神社（ぜにあらいべんざいてん うがふくじんじゃ）は、神奈川県鎌倉市佐助にある神社である。境内洞窟にある清水で硬貨などを洗うと増えると伝えられていることから、銭洗弁天（ぜにあらいべんてん）の名で知られている。 文治元年（1185年）、源頼朝への宇賀福神の夢のお告げを元に、宇賀福神を祀り神仏の供養を行ったのが創建の由来という伝説がある。
現在は横須賀市若松町にある諏訪神社の兼務社になっている。

## 祭神
- 本宮：市杵島姫命
- 奥宮：宇賀神（弁財天）

## 歴史
源頼朝が、巳年である文治元年（1185年）の巳の月（旧暦4月）巳の日、巳の刻にある夢を見た。それは宇賀神から「この地に湧き出す水で神仏を供養すれば、天下泰平の世が訪れる」とお告げを受けるというもの。そこで頼朝は佐助ヶ谷の岩壁に湧く霊水を見つけ、そこに洞を穿ち社を建てて宇賀神を祀ったと伝えられる。
同じく巳年の正嘉元年（1257年）に、5代執権北条時頼がこの霊水で銭を洗って一族の繁栄を祈願したのが銭洗の始まりだといわれる。
宇賀神と弁財天が神仏習合して弁財天と呼ばれ、相馬天王（扇ガ谷）の末社だった。明治時代の神仏分離により、相馬天王は八坂大神と改称、当社も祭神を市杵島姫命とし、1970年（昭和45年）には末社から独立した。

## 社殿・境内

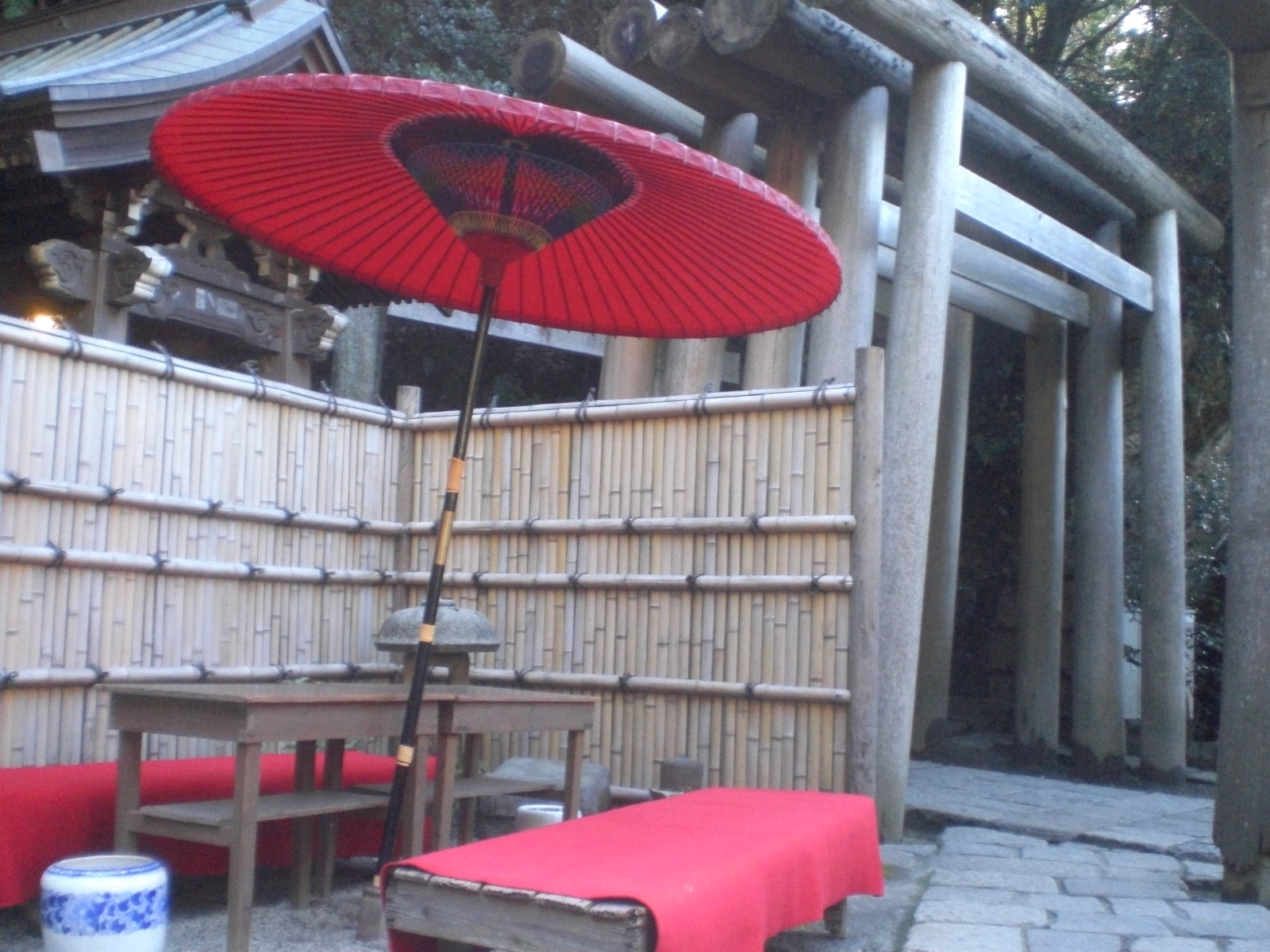
境内(入口付近)

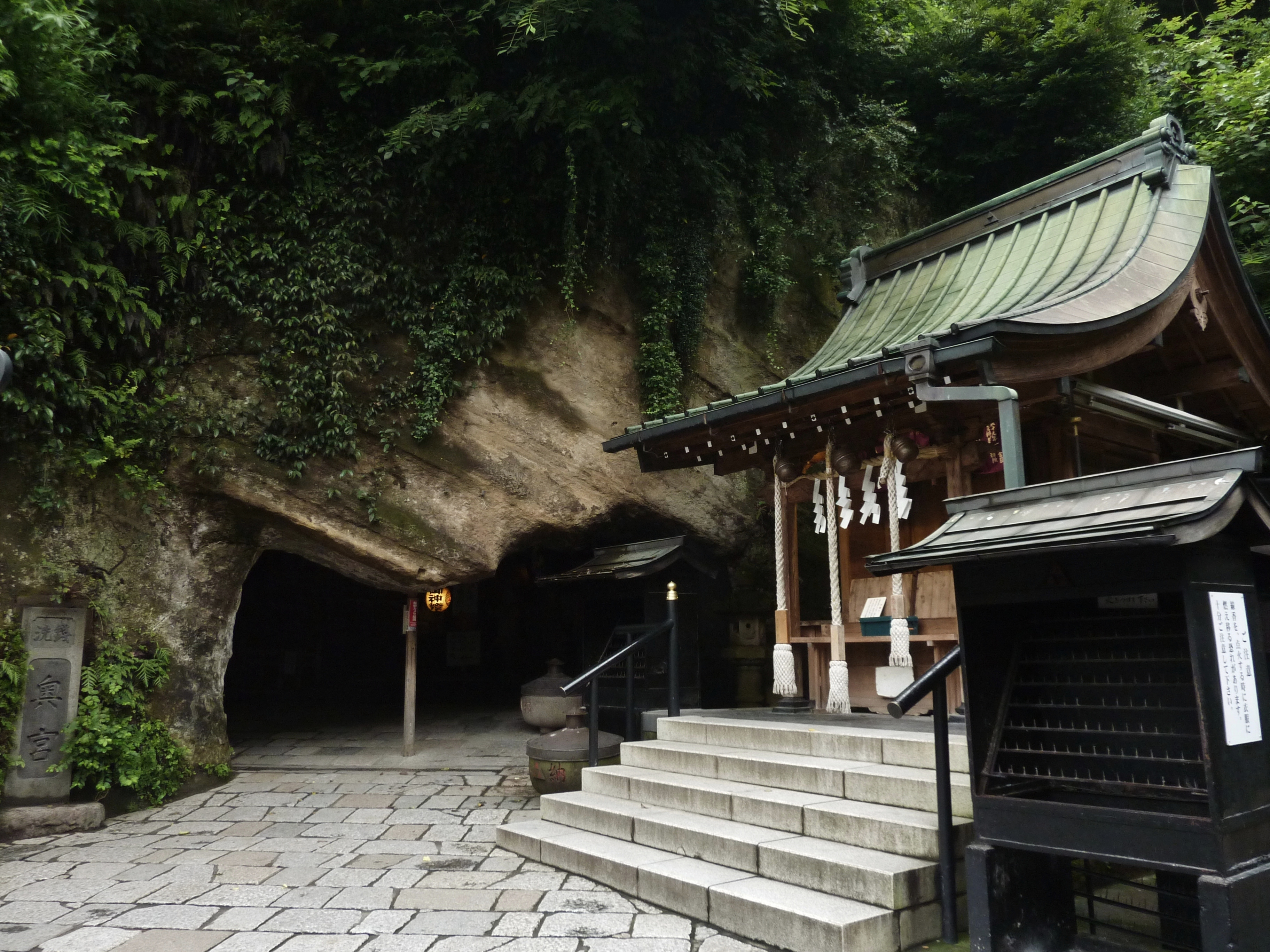
奥宮と本宮

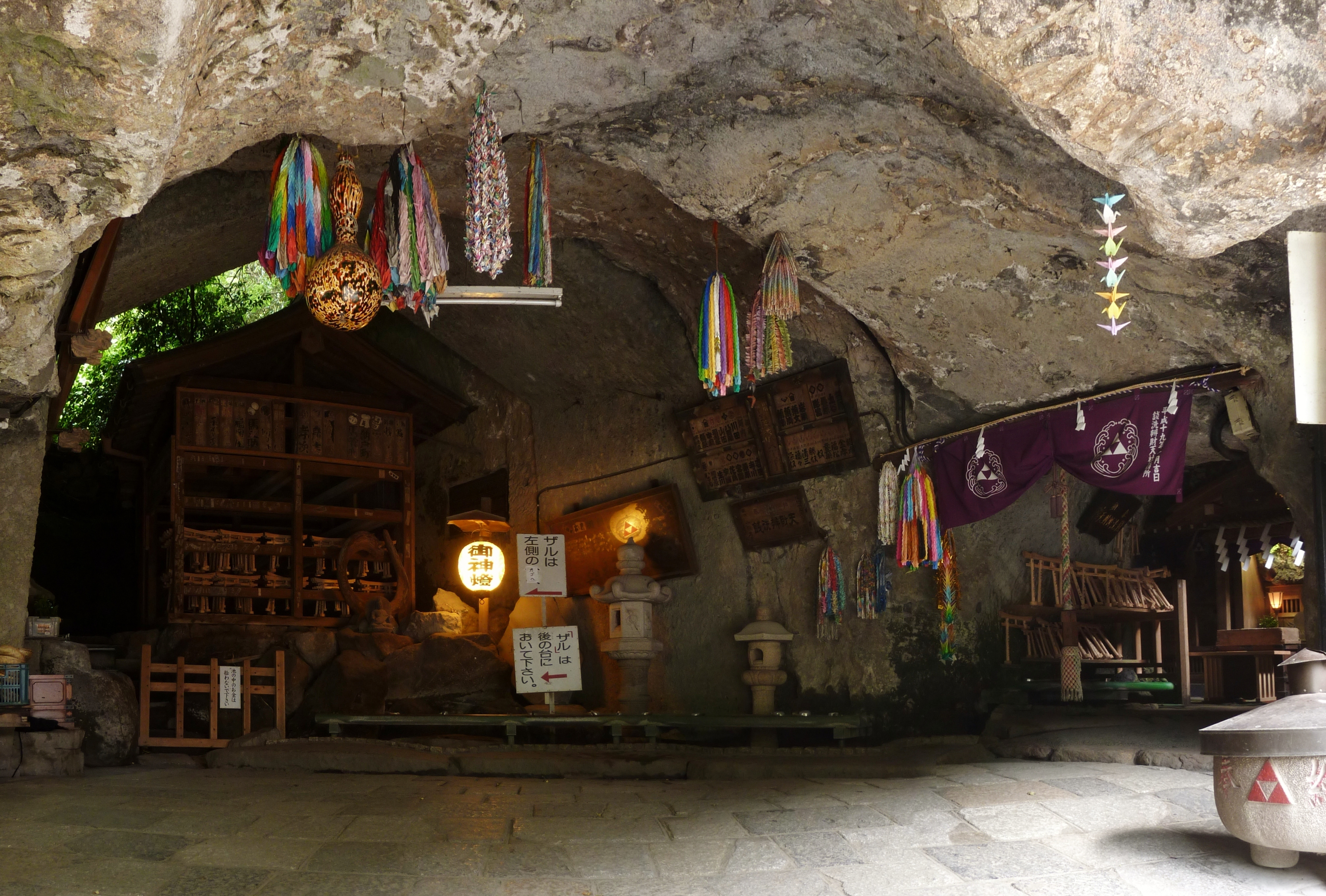
奥宮

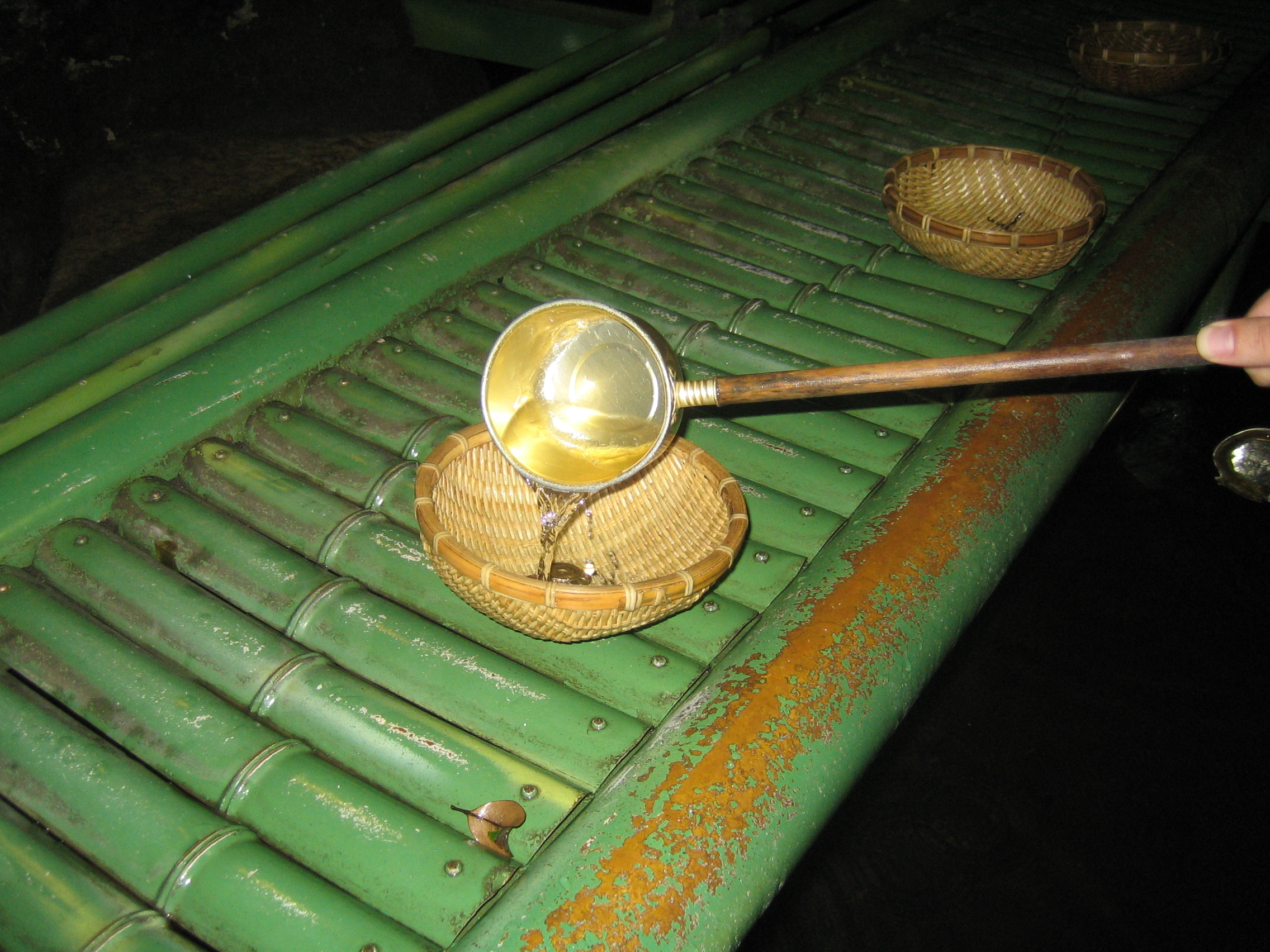
銭洗

- 四方を急峻な崖で囲まれており、入り口は隧道になっている。第二次世界大戦の頃まではこの隧道は無く、現在「裏参道」と呼ばれる南側の細い参道が本来の入口であった。
- 本宮：市杵島姫命が祀られる。
- 奥宮：本宮の横の洞窟。湧き出る清水は銭洗水（ぜにあらいすい）と呼ばれ、鎌倉五名水に数えられている。洞内には宇賀神と弁財天が祀られ、銭洗い用のざるが用意されており、参拝者はざるに硬貨や紙幣を入れて銭洗水で洗う。
- 上之水神社、下之水神社、七福神社の、3社の境内社がある。
- 当社の名物の1つとして「願いかなう茄子守」（ナスの御守り）が売られている。古来より茄子は縁起物とされ、物事を成す（成就する）といわれる。

拝観
- 拝観料：無料
- 拝観時間：8時 - 17時（巳の日は6時 - ）

## 参拝方法
①社務所で線香とろうそくを購入する
石のトンネルと鳥居を抜けた先にある手水舎で手を洗い、身を清めたら、社務所でお供え用の線香とろうそくを購入する。
②本社へ参拝する
大きなろうそくの火から火をもらい、本社脇のろうそく台にろうそくを供える。線香にも火をつけて線香台に納めたら、煙で浴びて身を清める。
③奥宮へ参拝し、霊水でお金を清める
洞窟の中へ進み、奥宮を参拝する。その後、お借りしたざるにお金を入れて、柄杓（ひしゃく）で3杯ほど水をかけて清める。なお、お金は「使う派」「使わない派」で分かれるそうですが、使った方が御利益があるとのこと。（サイトに分かれる）

## 祭事・年中行事
- 縁日：巳日
- 例大祭：4月初巳日、9月白露巳日
- 銭洗弁天祭：1月初巳日

## 交通・アクセス
- 鎌倉駅西口から徒歩で20分。路線バスの場合は「源氏山入口」バス停から徒歩9分。
- 鎌倉の大仏から、県道32号線を長谷駅とは反対方向に5分ほど歩き、大仏坂トンネル側道階段から「大仏・葛原ヶ岡ハイキングコース」に入り、ハイキングコースを源氏山公園方面に歩いて行くことも可能（トレッキングシューズや動きやすい服装推奨）。
- 駐車場無料、ただし土曜日・日曜日と巳の日（要事前確認）は進入禁止。